# 壹基金
深圳壹基金公益基金会，简称壹基金，是由李连发起的一个獨立公募基金。曾经是中国红十字会架构下於上海独立运作的非公募公益组织，後來轉至深圳註冊，獲得深圳地區獨立公募基金的資格。

## 介绍
壹基金提出“1人＋1元＋每1个月＝1个大家庭”的概念，即每人每月最少捐人民幣一元，即可集小款为大款，以帮助需要救助的大家庭。
壹基金通过多种途径提高在民间的知名度与影响力。其就关注的“环保、教育、扶贫、健康”四大公益领域，发起年度“中国红十字会壹基金公益奖”颁奖活动，并依此对需要资金支持的公益项目进行评估，对符合标准的项目提供资金支持。其称期望通过公正、透明的评选，确立行业标准和规范，鼓励公益组织、公益事业的发展。
壹基金与博鳌亚洲论坛合作创立的“全球公益慈善论坛”一年举行一次，邀请世界各国的公益组织、知名企业、政府官员、学者，以促进交流合作。 
德勤华永会计师事务所有限公司对壹基金善款的使用进行审计，同时每一季度公布季报、每一年度公布年报。
由于壹基金资本实力与捐款力度不协调，导致其在多次大型捐款中的捐赠金额受到争议。

## 理事会
壹基金理事会11人构成，为：冯仑、李连杰、柳传志、马化腾、马蔚华、马云、牛根生、王石、杨鹏、周惟彦、周其仁。理事长为马蔚华。

## 争议

### 与中国红十字会的关联
壹基金英文官网Donation（捐助）页面曾经有壹基金收到的钱都要打入中国红十字会账户的描述，但这些文字已不存在，中文官网也强调壹基金已经和中国红十字会剥离。李连杰为壹基金正名，保证专款专用。
2013年5月，壹基金被指挪用人民幣2000萬元善款轉捐給北京师范大学中国公益研究院。

### 贪腐质疑事件
2014年4月22日，实名认证新浪微博“四月网”公开质疑：李连杰贪污雅安地震捐款3亿善款：“我们的捐款去哪了？截止到2014年4月20日8点02分，全国219家基金会参与雅安地震募捐，接收社会捐款16.96亿元，目前已支出款物6.45亿元，占总收入的38%。壹基金一家独大收了近4个亿的捐款，目前拨付4千多万，仅占9%。”4月25日，李连杰和壹基金委托代理律师，向“四月网”连续发出了两封律师函，要求“四月网”向李连杰壹基金公开道歉、消除影响。
质疑者甚至贴出李夫妇和达赖喇嘛的合影，怀疑李作为脱离中国国籍的新加坡人有分裂中国的不良政治企图。作家京虎子则更进一步的批评说：“慈善或者像盖茨那样拿出家财来，或者利用影响在富豪朋友中募捐，哪里有大富豪找来一帮大富豪成立一个基金会，到社会上圈钱的道理？”
李连杰回应说壹基金的董事都是身家几十亿几百亿的大老板，怎么可能去瓜分这几亿的小钱。壹基金秘书长杨鹏在微博上发布长文，对“四月网”的质疑作出回应。杨鹏透露，壹基金2013年总支出1.2758亿元，其中雅安紧急救援和过渡安置项目支出4532万元。为何支出只占总支出的35%？杨鹏解释称，壹基金的灾后重建诸多项目正在进行中，项目正式落实前不会拨付救助资金。比如学校重建的支出，指的是实际执行到位的项目资金支出，在设计方案、招标投标完成前，不会拨付学校建设资金。杨鹏表示，能理解一些朋友希望壹基金快花钱多花钱的心情，但灾后重建项目，有一个自然时间跨度，吸取过去国内一些因求快赶时间而导致救灾项目质量出问题的教训，壹基金认为对捐赠人最负责的态度，是实实在在做项目，将救灾项目做出品质，“未来1至2年，项目水平上自见分晓”。
但是杨鹏的回应并没有平息网络上的质疑。实名认证为新浪微博“吴法天”公开质疑：“《基金会管理条例》第二十九条明确规定：‘公募基金会每年用于从事章程规定的公益事业支出，不得低于上一年总收入的70%’，壹基金章程第五十二条也做了同样的规定...... 壹基金秘书长杨鹏通过微博回应，介绍了壹基金是如何‘慢工出细活’，却没有说明为何他们的拨付不符合他们自己的章程规定。中国公益研究院院长王振耀说那是限制性资产，不受70%限制。可限制性资产是暂时不能动的资产。你壹基金自己制定五年规划，规定第一年拨付4000多万，其余的就成限定性资产了？这不是循环论证吗？你民政部的前官员也不能随意解释啊。”并且也有网友发现壹基金和原是民政部社会福利与慈善促进司司长王振耀存在利益输送，并且把善款输入王石为名誉会长的深圳登山协会.有媒体评论“背后的利益集团试图在民间建立自己的声誉，实现排挤当前体制的目的。为未来进一步影响民众的心理做准备。壹基金背后绝对没这么简单，左右媒体、压制反对声音，这不是一个慈善基金应该有的实力”；“壹基金拨款让中国公益研究院与美国NGO联合办学，培训人才，学习美国基金先进经验”；“一个新加坡亿万富豪，不远万里，来到中国，让中国穷人捐钱给他去做善事，这事听起来咋那么别扭。”
但也有专家指出，公益事业支出分为多种类型，并非一定要达到上一年收入的70%，具体还要据情况而定。根据民政部印发《关于规范基金会行为的若干规定（试行）》，救灾资金分为两部分，一部分用于灾时应急，一部分用于灾后重建。对于指定用于救助自然灾害等突发事件的受赠财产，用于应急的应当在应急期结束前使用完毕；用于灾后重建的应当在重建期结束前使用完毕。救灾捐款分定向与非定向，非定向可用于灾后重建。例如在玉树地震灾后，救灾司就曾表示，关于捐赠资金的使用，总体还是根据国家制定的玉树地震灾后恢复重建规划，用于玉树灾区重建，主要有灾区民房、学校、医院、社会福利和公共设施的恢复重建。这里有两部分，一是定向捐赠，尽量按照捐赠人的意愿去落实项目；二是非定向捐赠，将会统筹用于灾区的重建，全部用于灾区。
2018年4月20日，芦山地震五周年之际，壹基金发布了《芦山地震五周年报告》。报告详细解读了五年来的工作内容：援建了8所小学、16所幼儿园、20个避灾运动场、358套钢结构抗震农房，在102所学校实施减灾示范校园，在4个区县建立12个社区减灾中心，在32个农村社区开展安全农家项目，超过900个次学校和村/社区受益。
这份报告详尽了列出了每个项目的支出报告、项目细则以及项目评估，指出，地震时收到的3.9亿捐款，截止到3月31日，累计支出资金3.52亿元，并在报告的最后附有来自德勤华永会计师事务所认可的审计报告，以回应捐款人和大众的质疑。【微博 南方周末】